# Ahmed Senoussi
Ahmed Senoussi, né le 22 janvier 1946, est un athlète tchadien.

## Biographie
Ahmed Senoussi est médaillé de bronze du saut en hauteur lors des Jeux africains de 1965 à Brazzaville.
Il participe également aux Jeux olympiques d'été de 1968 et aux Jeux olympiques d'été de 1972 ; lors des Jeux de 1972, il est le porte-drapeau de la délégation tchadienne.